# The Boss (personaggio)
The Boss è un personaggio che compare nei videogiochi Metal Gear Solid 3: Snake Eater e Metal Gear Solid: Peace Walker, ideati da Hideo Kojima e prodotti dalla Konami.

## Storia
The Boss o Voyevoda (per i Sovietici) nasce nel 1922 ed è la figlia di un importante politico statunitense (di cui non si conosce il nome), che fa parte della ristretta schiera dei Filosofi. Negli anni trenta il padre le rivela la vera e inquietante natura dei Filosofi, e viene ucciso per quello che ha detto dai suoi stessi compagni.
Poco prima dell'inizio della seconda guerra mondiale, The Boss conosce i migliori guerrieri dell'epoca: i loro nomi in codice sono The Sorrow, The Fury, The End, The Fear e The Pain. Questi nomi sono stati scelti da loro in base alla prima emozione provata sul campo di battaglia. The Boss instaurò una profonda amicizia con loro, e fondò l'Unità Cobra, con lei come leader e composta dai suoi migliori soldati. Nello stesso periodo ella insegna in una delle scuole segrete dei Filosofi. Nel 1944 i Cobra partecipano segretamente allo sbarco in Normandia: dopo la prima battaglia il nome in codice The Boss viene affiancato da The Joy, per la gioia provata combattendo. Nel bel mezzo di una battaglia The Boss partorisce un figlio, il cui padre è The Sorrow, che si scoprirà poi essere Ocelot: il bambino le viene portato via dai Filosofi, e ciò che le resta del parto è una sinuosa cicatrice che ricorda la forma di un serpente. I Cobra danno un vantaggio decisivo agli Alleati, ed è a loro che si attribuisce la vittoria contro l'Asse. Alla fine della guerra i Cobra vengono sciolti, e si sparpagliano per il mondo: The Boss torna a lavorare per gli USA, The Sorrow per l'URSS.
Il 1º novembre 1951 il governo statunitense compie un test atomico su The Boss nel Nevada, ed ella viene contaminata dalle radiazioni: non potrà mai più avere figli. Pochi mesi dopo diventa l'istruttrice privata del suo ultimo allievo (il futuro Big Boss, ovvero John, che lei però chiama Jack), insegnandogli e perfezionando assieme a lui la tecnica del CQC (Close Quarter Combat). Nel 1960 sparisce completamente e inaspettatamente dalla vita del discepolo, e viene mandata segretamente nello spazio: infatti poco tempo prima i Sovietici avevano inviato nello spazio il primo essere umano, e gli Americani, ancora arretrati in questo campo, volevano dei dati umani. Le tecnologie degli USA però non erano sofisticate come quelle dei Russi, e così The Boss fu nuovamente esposta alle radiazioni. Nel 1961 viene inviata a Cuba, precisamente a Bahia de Cochinos, per preparare un'invasione in modo da fermare la crisi missilistica; i Cubani che la aiutano però vengono scoperti e uccisi dall'esercito locale: il governo USA non fa nulla per aiutarli, e The Boss è costretta a guardarli morire in silenzio.
Nel 1962 è costretta a combattere per conto dei Filosofi contro il vecchio compagno, The Sorrow, e lo uccide su sua stessa richiesta.

## Operazione: Snake Eater
Agli inizi del 1964 Major Zero fonda, con l'appoggio di The Boss, l'Unità Fox, in cui entra a far parte, col nome in codice Naked Snake, anche il suo ultimo allievo, Jack. In agosto The Boss fornisce aiuto a Snake via codec durante la Missione Virtuosa, affidata a Jack; costui però non sa che la sua vecchia guida è in missione nuovamente per conto dei Filosofi: ella deve fingere di disertare nell'Unione Sovietica ed entrare nei ranghi del colonnello Volgin, capo del GRU; in questo modo potrà rubare il microfilm contenente i dati per ritrovare l'Eredità dei Filosofi (100 miliardi di dollari), assegnato al padre di Volgin e giunto illegalmente fino a lui. Per guadagnarsi la fiducia del colonnello The Boss chiama a sé gli altri quattro Cobra superstiti, promettendogli di combattere nuovamente assieme, dona a Volgin due testate nucleari senza rinculo, gli consegna lo scienziato russo Sokolov (Snake doveva riportarlo in America nella Missione Virtuosa) ed è costretta a scaraventare in un fiume in piena da un ponte l'allievo Jack, ignaro che la diserzione della sua guida fosse una messinscena. Sfortunatamente poco dopo Volgin prova una delle due testate nucleari e distrugge l'ex impianto segreto di Sokolov. Questo incidente induce il premier sovietico Chruščëv a chiedere agli Stati Uniti di provare la loro estraneità al fatto: il presidente Johnson rivede l'operazione di The Boss e decide di farla uccidere dal suo allievo prediletto, Snake, nella missione denominata “Snake Eater”.
Jack solo quando ucciderà l'antico mentore conoscerà la verità sull'accaduto; gli verrà attribuito il titolo di Big Boss dal presidente, e tenterà di perseguire il sogno di The Boss: riunire il mondo come quando USA e URSS combattevano insieme contro i nazisti.